# Hyperinflation

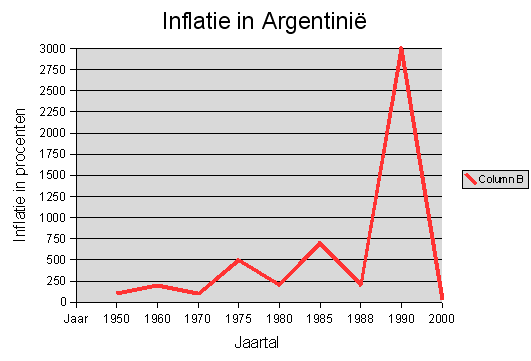
Hyperinflation i Argentina

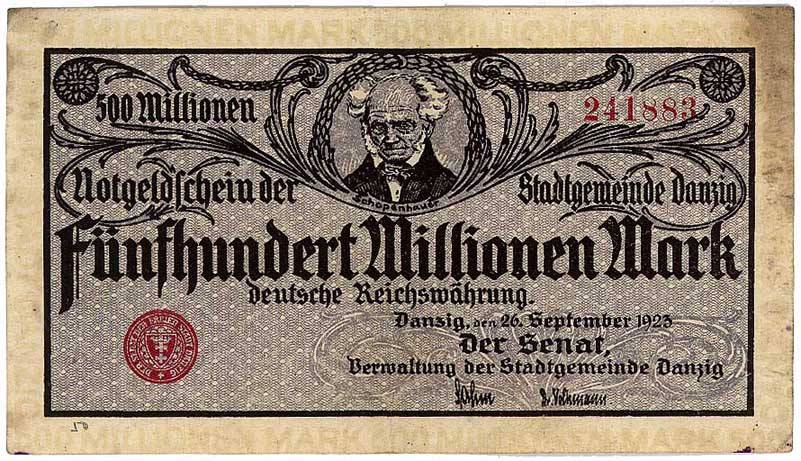
500 miljoner mark-sedel från Danzig 1923

Hyperinflation innebär en extremt hög inflation. Det finns ingen allmänt accepterad definition av begreppet, men en tumregel är minst 50 % inflation per månad. Till skillnad från inflation är hyperinflation ofta förbunden med en allmän kollaps av förtroendet för ett land och dess institutioner.
Den allmänna kollapsen av förtroendet skapar finansiell oro som medför att ett land inte längre har möjlighet att förlita sig på lån för att finansiera sina åtaganden. Som en följd av detta är staten hänvisad till att öka penningmängden, det vill säga skapa pengar, för att möta sina utgifter. Den ökade penningmängden minskar värdet på valutan och orsakar en prisökning i nominella termer.
Historiskt är hyperinflation förknippat med en utbred folklig misstro mot att en sittande regering ska klara av att hantera sociala oroligheter som till exempel i samband med den amerikanska revolutionen, den franska revolutionen, den tyska novemberrevolutionen och den ryska revolutionen. Även rädsla för regimkollaps, inbördeskrig, krigsförluster och korruption inom statsförvaltningen kan orsaka hyperinflation.
När hyperinflationen gått riktigt långt är det svårt för regeringen att förbättra situationen genom att trycka mer pengar. Folk övergår då till utländska valutor, skapar nya valutor eller bedriver byteshandel.

## Historiska exempel
En av de mest kända episoderna av hyperinflation är inflationen i Tyskland på 1920-talet. En dollar (som tidigare hade varit värd 42 mark) var värd 4,2 miljoner mark, och alla tidigare besparingar blev därmed i det närmaste värdelösa. En limpa som förut kostat 0,63 mark kostade 201 miljarder mark. Varje dag tillverkades 400 biljarder tyska mark. 
Möjliga förklaringar till hyperinflationen i Tyskland:  
- Efter förlusten i första världskriget hade Tyskland stora behov av pengar då det fanns ett behov att bygga upp samhället igen och betala av de enorma krigsskadestånd de segrande makterna i kriget ålagt landet. För att lösa detta tryckte Tyskland ständigt nya sedlar, vilket resulterade i hyperinflation.
- Den Tyska novemberrevolutionen 1918 kom att innebära att Tyskland under ett år befann sig i ett tillstånd av inbördeskrig. Rädslan för kommunistiskt styre resulterade i minskad ekonomisk aktivitet inom Tyskland. Detta fick som följd att Weimarrepubliken var tvingad till att trycka pengar för att betala krigsskadestånden, vilket resulterade i hyperinflation.[5][6][7]

Under 1930- och 1940-talet gick Kina igenom en period av hyperinflation. Från slutet av 1930-talet och slutet av 1940-talet kollapsade värdet på kinesiska pengar fullständigt. En amerikansk dollar som i juni 1937 var värd 3,41 yuan var i maj 1949 värd 23 miljoner yuan.
Ungern drabbades av hyperinflation 1945–1946, då den dåvarande valutan pengön förlorade drastiskt i värde. Den högsta nominella valören som gavs ut var 100 triljoner pengő. Det ledde till att forinten blev ny valuta i Ungern.
Jugoslavien råkade ut för hyperinflation 1993–1994, då den jugoslaviska dinaren gavs ut i sedlar med den nominella valören 500 miljarder. På många håll, särskilt i självstyrande provinser, gick man över till D-mark, 2002 ersatt av euro, som fortfarande gäller i Montenegro och i Kosovo som valuta.
Zimbabwe drabbades under Robert Mugabes styre av hyperinflation. I juli 2008 var inflationstakten uppe i 2,2 miljoner procent och den 29 juli 2008 kostade en brödlimpa i Harare 200 miljarder zimbabwiska dollar. Nya sedlar med högre valörer gavs ut hela tiden. Rekordet var en sedel med valören 100 biljoner dollar gavs ut 2008, men redan veckan efter beslöts att från 1 augusti 2008 genomföra en valutareform som innebar att 10 nollor ströks från sedlarna. Således blev 10 miljarder gamla dollar lika med en ny zimbabwisk dollar. Hyperinflationen fortsatte dock, och priset för en limpa var 9 januari 2009 uppe i ungefär 25 miljarder nya zimbabwiska dollar, motsvarande 2,5·1020 dollar från perioden fram till juli 2008. Den 2 februari 2009 ströks ytterligare 12 nollor ur den zimbabwiska valutan, det vill säga en biljon dollar motsvarar en ny dollar.